# Bärgslagskorrespondenten
Bärgslagskorrespondenten var en dagstidning utgiven i Örebro från 5 november 1909 till 15 april 1910. Fullständiga titeln var Bärgslags-Korrespondenten / Småfolkets tidning i Nora och Karlskoga bärgslager samt Grythytte och Hällefors härad.

## Redaktion
Ansvarig utgivare och redaktör var tidningsmannen Birger Thage Thessing under hela utgivningstiden. Redaktionsort var Örebro. Frekvensen i utgivningen var en dag i veckan på  fredagar. Politiska tendensen var frisinnad..

## Förlag och tryckning
Förlag hette Bärgslags-korrespondentens tryckeriaktiebolag i Örebro.Tryckeri var under 1909- Tidningsaktiebolaget Västmanlands tryckeri i Köping och sedan under 1910 Örebro nya tryckeri A.-B i Örebro. Tidningen trycktes i svart med antikva på stora satsytor 61-66 cm x 39-52 cm. Tidningen hade 4 sidor och upplagan var 1910 4000 exemplar. Prenumeration kostade 3 kronor.